# Sinara (rivière)
La Sinara (Сина́ра) est une rivière de Russie qui coule surtout dans l'oblast de Tcheliabinsk (une petite partie traverse l'oblast de Sverdlovsk et l'oblast de Kourgan). Ce cours d'eau d'une longueur de 148 km est un affluent de l'Isset.

## Géographie

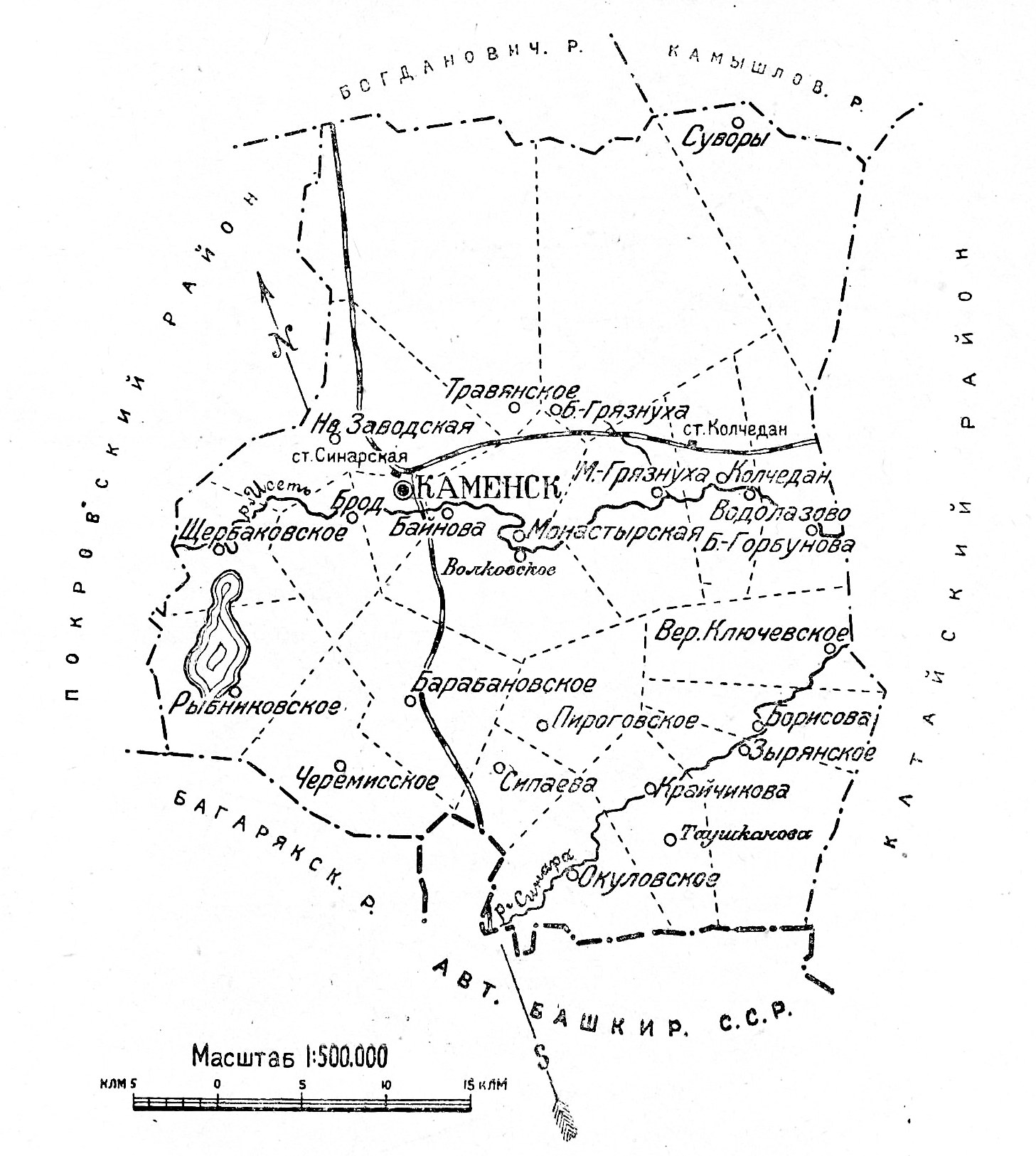
La Sinara sur un plan du raïon de Kamensk de l'oblast d'Oural (RSFSR) en 1928.

La Sinara est la rivière la plus septentrionale de l'oblast de Tcheliabinsk. Elle prend sa source dans le lac Sinara puis coule vers l'est. Sa longueur est de 148 km. Son bassin est de 6 690 km2. L'embouchure de la rivière est au 402e km de la rive droite de l'Isset.
La rivière est sinueuse, sa largeur est de 12 à 40 m et la vitesse d'écoulement est de 0,3 m/s. La pente moyenne de la rivière est de 1,3 m/km. Le débit d'eau à une marque sous l'embouchure de la rivière Bagariak est de 6,8 m³/s. La longueur de la rivière est de 148 km. De hautes herbes et des arbustes poussent le long des berges de la rivière.
Les localités qui se trouvent le long de la rivière sont les suivantes dans l'oblast de Tcheliabinsk: Voskressenskoïé, Tioubouk, Ognevskoïé, Iouchkovo, Oust-Karabolka, Karino, Oust-Bagariak, Sinarski; dans l'oblast de Sverdlovsk: Tchaïkina, Sinarski, Novy Byt, Okoulova, Potaskouïeva, Kraïtchikova; dans l'oblast de Kourgan: Zyrianka, Borissova, Maraï et Verkhneklioutchevskoïé.

## Principaux affluents
(km à partir de l'embouchure)
- 14 km: Maraï
- 22 km: Tchernouchka
- 25 km: Taouchkanovka
- 25 km: Istok
- 41 km: Bagariak
- 70 km: Karabolka
- 95 km: Topka

## Découvertes archéologiques
Des fouilles archéologiques ont mis au jour des habitats remontant à l'âge de fer, de la culture d'Itkoul, de la culture itkoulo-gamaïounienne; ils sont appelés Bolchoïe Sigriaskoïé, Srednee Sigraskoïé, Maloïé Sigriaskoïé, Mataïkoul, Malenkoïé, Nijnee Sinarskoïé I, Nijnee Sinarskoïé II; et la station de Karino. Des sites ont été découverts également sur les berges de son affluent, le Bagariak.